# 玉川学園コミュニティバス
玉川学園コミュニティバス（たまがわがくえんコミュニティバス）は、東京都町田市の玉川学園地区内で運行するコミュニティバス。小田急線玉川学園前駅を起点に、3つのルートが循環経路で運行する。愛称は「玉ちゃんバス」。町田市と玉川学園コミュニティバス推進委員会より委託を受けて小田急バス新百合ヶ丘営業所が運行を担当する。

## 概要
多摩丘陵にある玉川学園地区は坂道や狭い道が多い住宅密集地であることから、一般路線バスが運行できない交通空白地域が多く存在した。そのためコミュニティバスを導入することになり、玉川学園の地域住民で組織された「玉川学園コミュニティバス推進委員会」が発足した。同委員会と町田市・小田急バスの三者協働によって、2005年3月21日から試験運行を開始し、翌年の2006年3月21日より正式運行へ移行した。
運行により赤字が発生した場合は、町田市が年間400万円を上限に補助金を支出して赤字補填することになっており、赤字が400万円を超えた場合は路線廃止の対象となるが、2005年の試験運行開始以来、北ルートと東ルートについては2018年度まで赤字は出ておらず、長らく黒字を維持してきた。しかし、コロナ禍におけるバス利用者減少で2019年度以降は大幅な赤字に陥ったことから、運行本数を減らして経費削減を図ることになり、2022年1月16日のダイヤ改正より各ルートが減便された。2023年7月1日には消費税率引き上げ以外では初となる運賃改定が実施され、現金・IC運賃ともに値上げされた。一方、2024年5月1日には小児IC運賃が他の小田急バス路線と同額の一律50円に値下げされた。
2018年度の年間乗車人数は、北ルートが252,092人（1日平均乗車人数は690人）、東ルートが369,423人（1日平均乗車人数は1,012人）、南ルートが58,367人（1日平均乗車人数は160人）だったが、2020年度の年間乗車人数はコロナ禍の影響で、北ルートが160,677人（1日平均乗車人数は440人）、東ルートが240,239人（1日平均乗車人数は658人）、南ルートが40,686人（1日平均乗車人数は111人）と大幅に減少した。
2022年10月16日より、小田急バス町田営業所の閉鎖に伴って、新たに開設された小田急バス新百合ヶ丘営業所に運行が移管された。これにより、以前よりも車庫からの出入庫は長距離回送となる。

### 町田市のコミュニティバス
町田市のコミュニティバスは他にも、神奈川中央交通グループにより「まちっこ」「かわせみ号」が運行されている。詳細は以下の記事を参照。
- 町田市民バス「まちっこ」 - 1997年10月20日運行開始[11]
- 町田市金森地区コミュニティバス「かわせみ号」 - 2007年3月25日運行開始

## 運行内容
運賃
- 現金、PASMO・Suicaなどの交通系ICカード、東京都シルバーパスが利用できる。
- 全線均一運賃。大人は現金210円（IC運賃210円）、小人・障害者手帳所持者は現金110円（IC運賃50円[注 2]）[3]。
- コミュニティバス専用の通勤・通学定期券が販売されており、3ルート共通で利用できる。
- 小田急バスのIC全線定期券、IC一日乗車券「小田急バス1日フリーパス」（大人600円、小児300円）も利用できる[12][13]。

運行日
- 通年運転。ただし、東ルートと南ルートの一部便は土日祝日、お盆（8月13日 - 16日）、年末年始（12月30日 - 1月3日）運休。
- 降雪・台風などの悪天候により運休する場合がある。
  - 2016年1月18日は降雪（平成28年の大雪）により、全線が終日運休となった。
  - 2018年1月22日も降雪（平成30年の大雪）により、14時以降は全線運休。翌23日・24日も前日の降雪による影響で終日運休した。
  - 2019年10月12日に関東地方を直撃した令和元年東日本台風（台風19号）により、10月11日に計画運休を発表、12日は3ルートとも玉川学園前駅発の12時以降の便が運休となった[14]。
  - 2022年1月6日は降雪（令和4年の大雪）により、17時台後半以降は全線運休[15]。翌7日は北ルートが16時台から運行再開したが、東・南ルートは路面凍結に伴って8日まで終日運休した[16]。
  - 2024年2月5日は降雪により、13時台後半以降は全線運休[17]。翌6日も前日の降雪と路面凍結による影響で終日運休した[18]。

## 運行ルート

### 北ルート
- 玉川学園前駅北口 → 玉林台駐在所 →（さくらんぼホール）→ 朝日公園 → 有楽入口 → 金井小学校 → 玉川学園前駅北口

最初に開業したルート。2007年3月20日以前はこのルートしか存在しなかったため、単に「玉川学園循環」と呼ばれた。玉川学園前駅北口を起点に時計回りの環状ルートで運行する。一方向のみの循環なので乗車停留所により目的地まで時間がかかる場合がある。玉川学園前駅をまたいでの乗り通しはできない。
玉川学園前駅発の6時台から21時台の間に、ラッシュ時は25分間隔で、日中は概ね30～60分間隔で計28本が運行され、そのうち日中5本が集会施設「さくらんぼホール」を経由する。第1便は金井小学校始発、最終便は有楽入口まで運転。2022年1月16日より日中の一部便で運行前に南ルートの運用に入るため、小田急線の踏切障害等が発生した場合、大幅な遅延や運休が発生する場合がある。
2007年3月21日には「夕日ヶ丘」バス停を移設し、「玉川学園なかよし公園」バス停が新たに設けられた。そのため一部ルートを変更したが所要時間に変更はない。
神奈川中央交通の運行エリアである玉川学園前駅北口周辺を経由するが、神奈中のバス運行本数が非常に少ない（平日2往復のみ）（2025年9月末で廃止予定）ため、競合と呼べる状態は発生していない。
沿革
- 2005年（平成17年）3月21日 - 試験運行を開始。
- 2006年（平成18年）3月21日 - 正式運行に移行。
- 2007年（平成19年）3月21日 - 一部経路変更。
- 2020年（令和2年）
  - 8月16日 - 日中2本減便。
  - 11月2日 - 「玉園台」停留所を移設。
- 2022年（令和4年）1月16日 - 6本減便。

### 東ルート
- 玉川学園前駅南口 → 鶯谷 → 鶯谷南 → つつじヶ丘 → 成瀬南台公園 →（東玉川学園四丁目 → こすもす会館 → 化石谷公園）→ 昭和薬科大学 → 東玉川学園二丁目 → つつじヶ丘 → 鶯谷南 → ぬぼこ山 → 玉川学園前駅南口

2007年3月21日に新規開業したルート。北ルートが駅の北口から発車するのに対し、東ルートは駅舎を挟んだ駅南口からの発車となる。駅から東玉川学園・成瀬台方面へ向かい、つつじヶ丘以降は反時計回りの一方向の循環経路となる。玉川学園前駅南口を挟んでの乗り通しはできない。
玉川学園前駅南口発の6時台から21時台の間に、概ね30分または36～40分間隔（朝夕など一部において8分・22分間隔になる時間帯あり）で、36本（土曜日、日曜日、祝日、8月13日 - 16日、12月30日 - 1月3日は26本）運行されている。日中の6本が集会施設「こすもす会館」を経由する。第1便および平日第2便は昭和薬科大学始発、平日20時台1本および最終便は東玉川学園二丁目まで運転。
東玉川学園地域は神奈川中央交通の運行エリアで、神奈中の一般路線との競合区間は、東玉川学園四丁目 - 昭和薬科大学の間である。
成瀬台地域は横浜市青葉区との都県境付近で、青葉区内にある奈良北団地にも近い。玉川学園前駅から奈良北団地へ直接乗り入れるバス路線は、一般路線としては道が狭く、コミュニティバスとしては「市境を越える」との理由で実現されていないため、奈良北団地の住民にとっての利便性も兼ねる。
沿革
- 2007年（平成19年）3月21日 - 運行開始。
- 2008年（平成20年）6月16日 - 平日のみ夕方以降の一部時間帯で増便。
- 2010年（平成22年）9月1日 - 平日のみ朝に3本・夕方に1本増便。
- 2017年（平成29年）7月1日 - 平日9本・土休日8本増便。
- 2018年（平成30年）5月25日 - 「鶯谷北」停留所を移設。
- 2022年（令和4年）1月16日 - 循環便を平日14本・土休日13本減便。代替として新たに区間便を平日各2本、土休日各1本（昭和薬科大学発および東玉川学園二丁目止まり）を設定。

### 南ルート
- 玉川学園前駅南口 → ぬぼこ山 → 松見ヶ丘西 → 松見ヶ丘東 → のらくろ坂下 → 玉川学園前駅南口

2016年2月1日に新規開業したルート。玉川学園前駅南口を起点に8の字の環状ルートで運行する。玉川学園前駅南口を挟んでの乗り通しはできない。
当初は2007年度中に開業予定であったが、運行経路に狭隘区間などが存在し、運行上の支障になるとして認可が下りず、路線開設が難航していたことから、町田市では狭隘区間の拡幅や安全対策の工事を2015年度前半に実施し、対向車に電光表示板でバスの接近を知らせる「対向車接近表示システム（バスくるヒカルくん）」が沿線の計3箇所に設置された。
玉川学園前駅南口発の7時台から15時台の間に、2時間隔程度で5本（土曜日、日曜日、祝日、8月13日 - 16日、12月30日 - 1月3日は4本）が運行される。2022年1月16日より平日第1便を除く全便が運行前に北ルートの運用に入るため、小田急線の踏切障害等が発生した場合、大幅な遅延や運休が発生する場合がある。
2016年7月16日には「松見ヶ丘尾根」「松見ヶ丘東」「無窮坂上」バス停の合計3ヶ所が追加、2018年4月1日には「七丁目児童公園前」バス停が追加された。ただし所要時間に変更はない。
沿革
- 2016年（平成28年）
  - 2月1日 - 運行開始[19]。
  - 7月16日 - 途中停留所新設（松見ヶ丘尾根、松見ヶ丘東、無窮坂上）[21]。
- 2017年（平成29年）7月1日 - 平日11本・土休日12本減便。
- 2018年（平成30年）4月1日 - 途中停留所新設（七丁目児童公園前）[22]
- 2022年（令和4年）1月16日 - 平日・土休日各20本減便。

## 車両

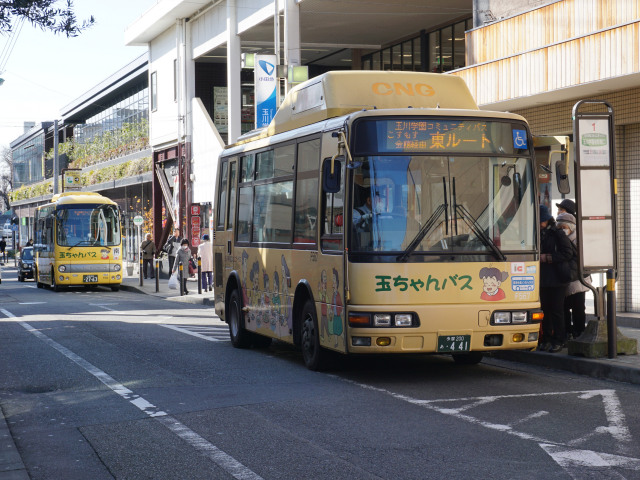
玉川学園前駅南口に停車する東ルートの車両（F567）と、後ろで待機する南ルートの車両（F165）

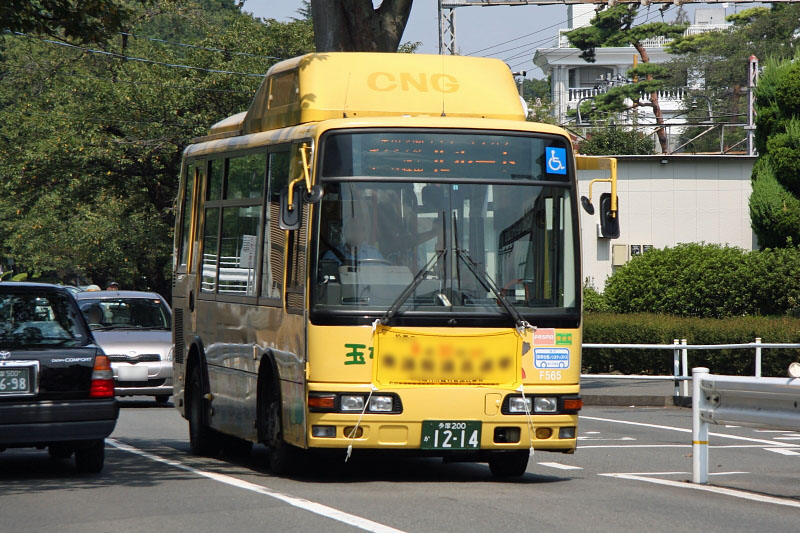
玉川学園コミュニティバスの旧車両 (F565)

専用車両として、幅2m・全長7mクラスの小型ノンステップバスが使用されている。車体色は黄色で、地元在住の漫画家みつはしちかこ作の『ハーイあっこです』のキャラクターがラッピングされている。町田営業所時代は「多摩」ナンバーだったが、新百合ヶ丘営業所移管後は「川崎」ナンバーで登録されている。
- 日野・ポンチョ（2代目・2ドアロングボディ） - 現行車両（5台）
2015年に南ルート開業を見越して1台増備（F165号車）。以降は既存車の代替用として、2017年に2台（F174・F176号車）、2018年に2台（F178・F180号車）の新車をそれぞれ導入。これにより、全車両がポンチョのディーゼル車に統一された。

- 三菱ふそう・エアロミディME - 過去の車両
  - エアロミディME（CNG車、3台）

2006年の正式運行開始時に、専用車両として2台導入（F565・F566号車）。
2007年の東ルート開業時に1台増備（F567号車）。
  - エアロミディME（ディーゼル車、1台）

狛江営業所からの転属車（05-F564号車）。
2005年に世田谷区コミュニティバス「祖師谷・成城地域循環路線」が開業。当初は狛江営業所が担当していたが、2006年に小田急シティバスへ移管されたため、余剰車両が町田営業所へ転属し「玉ちゃんバス」ラッピングが施された。2018年に前述の新車導入に伴って武蔵境営業所に転属し、その後除籍された。